# NGC 4477
NGC 4477 је спирална галаксија у сазвежђу Береникина коса која се налази на NGC листи објеката дубоког неба.
Деклинација објекта је + 13° 38' 13" а ректасцензија 12h 30m 2,0s. Привидна величина (магнитуда) објекта NGC 4477 износи 10,4 а фотографска магнитуда 11,4. Налази се на удаљености од 16,8000 милиона парсека од Сунца. NGC 4477 је још познат и под ознакама UGC 7638, MCG 2-32-97, CGCG 70-129, VCC 1253, IRAS 12275+1354, Markarian chain, PGC 41260.